# Berryz Kōbō
Berryz Kōbō (jap. ベリーズ工房 Berīzu Kōbō; ang. Berryz Workshop) – japoński zespół muzyczny powstały w 2004 dzięki projektowi muzycznemu Hello!Project, składający się z siedmiu dziewcząt.
27 lutego 2015 poinformowano, że zespół zostanie rozwiązany 3 marca.

## Członkowie

### Ostatni skład
| Imię                                | Data urodzenia    | Kolor        | Uwagi                                                                               |
| ----------------------------------- | ----------------- | ------------ | ----------------------------------------------------------------------------------- |
| Saki Shimizu (jap. 清水 佐紀)       | 22 listopada 1991 | Żółty        | Kapitan – została liderką zespołu, ponieważ jest najstarsza ze wszystkich członków. |
| Momoko Tsugunaga (jap. 嗣永 桃子)   | 6 marca 1992      | Jasnoróżowy  | Obecnie z Buono!.                                                                   |
| Chinami Tokunaga (jap. 徳永 千奈美) | 22 maja 1992      | Pomarańczowy |                                                                                     |
| Maasa Sudō (jap. 須藤 茉麻)         | 4 czerwca 1995    | Niebieski    |                                                                                     |
| Miyabi Natsuyaki (jap. 夏焼 雅)     | 25 sierpnia 1992  | Purpurowy    | Obecnie z Buono!.                                                                   |
| Yurina Kumai (jap. 熊井 友理奈)     | 3 sierpnia 1993   | Zielony      |                                                                                     |
| Risako Sugaya (jap. 菅谷 梨沙子)    | 4 kwietnia 1994   | Czerwony     |                                                                                     |

### Byłe
- Maiha Ishimura (jap. 石村 舞波) – odeszła 11 września 2005, by kontynuować naukę.

## Nazwa grupy
Nazwa „Berryz Kōbō” utworzona została przez połączenie Berryz, inaczej Berries (z ang. „jagody”), oraz japońskiego słowa kōbō (jap. 工房 „warsztat”).

## Dyskografia

### Albumy
- 1st Chō Berryz (jap. 1st 超ベリーズ 1st Chō Berīzu) (07.07.2004)
- Dai ② Seichōki (jap. 第②成長記) (2005.11.16)
- 4th Ai no nanchara shisū (jap. 4ｔｈ　愛のなんちゃら指数) (11.08.2007)
- 5 (FIVE) (10.09.2008)
- 6th Otakebi Album (jap. ６ｔｈ 雄叫びアルバム) (31.03.2010)
- ⑦ Berryz Times (jap. ⑦ Berryz タイムス ⑦ Berryz Taimusu) (30.03.2011)
- Ai no Album ⑧ (jap. 愛のアルバム⑧) (22.02.2012)
- Berryz Mansion 9-kai (jap. Berryzマンション9階 Berīzu Manshōn Kyū-kai) (30.01.2013)

### Mini-albumy
- Special! Best Mini ~2.5 Maime no Kare~ (jap. スッペシャル！ベストミニ〜２.５枚目の彼〜 Suppesharu! Besuto Mini ~2.5 Maime no Kare~) (2005.12.07)
- ③ Natsu Natsu Mini Berryz (jap. ③夏夏ミニベリーズ) (2006.07.05)

### Kompilacje
- Berryz Kōbō Special Best Vol.1 (jap. Berryz工房 スッペシャル ベスト Vol.1) (2009.01.14)
- Berryz Kōbō Special Best Vol.2 (jap. Berryz工房 スッペシャル ベスト Vol.2) (2014.02.26)
- Kanjuku Berryz Kōbō The Final Completion Box (jap. 完熟Berryz工房 The Final Completion Box) (2015.01.21)

### Wideoklipy
- Berryz Kōbō Single V Clips 1 (jap. Berryz工房シングルVクリップス①) (2004.12.15)
- Berryz Kōbō Single V Clips 2 (jap. Berryz工房シングルVクリップス②) (2006.02.22)
- Berryz Kōbō Single V Clips 3 (jap. Berryz工房シングルVクリップス③) (2007.12.12)
- Berryz Kōbō Single V Clips 4 (jap. Berryz工房シングルVクリップス④) (2009.12.02)

### Single
- Anata nashi de wa ikite yukenai (jap. あなたなしでは生きてゆけない) (2004.03.03)
- Fighting Pose wa date ja nai! (jap. ファイティングポーズはダテじゃない！ Faitingu Pōzu wa date ja nai!) (2004.04.28)
- Piriri to yukō! (jap. ピリリと行こう！) (2004.05.26)
- Happiness ~Kōfuku kangei!~ (jap. ハピネス〜幸福歓迎！〜 Hapinesu ~Kōfuku kangei!~) (2004.08.25)
- Koi no jubaku (jap. 恋の呪縛) (2004.11.10)
- Special Generation (jap. スッペシャル ジェネレ〜ション Suppesharu Jenere~shon) (2005.03.30)
- Nanchū koi wo yatterū YOU KNOW? (jap. なんちゅう恋をやってるぅ YOU KNOW？) (2005.06.08)
- 21ji made no Cinderella (jap. ２１時までのシンデレラ 21ji made no Shinderera) (2005.08.03)
- Gag 100 kaibun aishite kudasai (jap. ギャグ100回分愛してください) (2005.11.23)
- Jiriri Kiteru (jap. ジリリ キテル) (2006.03.29)
- Waracchaō yo BOYFRIEND (jap. 笑っちゃおうよ BOYFRIEND) (2006.08.02)
- Munasawagi Scarlet (jap. 胸さわぎスカーレット Munasawagi Sukāretto) (2006.12.06)
- VERY BEAUTY (2007.03.17)
- Kokuhaku no funsui hiroba (jap. 告白の噴水広場) (2007.06.27)
- Tsukiatteru no ni kataomoi (jap. 付き合ってるのに片思い) (2007.11.28)
- Dschinghis Khan (jap. ジンギスカン Jingisu Kan) (2008.03.12)
- Yuke Yuke Monkey Dance (jap. 行け　行け　モンキーダンス Yuke Yuke Monkī Dansu) (2008.07.09)
- MADAYADE (2008.11.05)
- Dakishimete Dakishimete (jap. 抱きしめて 抱きしめて) (2009.03.11)
- Seishun Bus Guide/Rival (jap. 青春バスガイド／ライバル) (2009.07.03)
- Watashi no mirai no danna-sama/Ryūsei Boy (jap. 私の未来のだんな様／流星ボーイ) (2009.11.11)
- Otakebi Boy Wao!/Tomodachi wa tomodachi nanda! (jap. 雄叫びボーイ WAO!／友達は友達なんだ!) (2010.03.03)
- Maji Bomber!! (jap. 本気ボンバー!!) (2010.07.14)
- Shining Power!! (jap. シャイニング パワー!!) (2010.11.10)
- Heroine ni narō ka! (jap. ヒロインになろうか!) (2011.03.02)
- Ai no dangan! (jap. 愛の弾丸!) (2011.07.08)
- Aa, yo ga akeru (jap. ああ、夜が明ける) (2011.08.10)
- Be Genki (Naseba Naru!) (jap. Be 元気＜成せば成るっ!＞) (2012.03.21)
- cha cha SING(2012.07.25)
- WANT! (2012.12.19)
- Asian Celebration (jap. アジアン セレブレイション) (2013.03.13)
- Golden Chinatown/Sayonara usotsuki na watashi (jap. ゴールデンチャイナタウン／サヨナラ ウソつきの私) (2013.07.19)
- Motto zutto issho ni itakatta/ROCK Erotic (jap. もっとずっと一緒に居たかった／ROCKエロティック) (2013.10.02)

### Single specjalne
- ジンギスカン タルタルミックス – 2008.09.17

## Fotoalbumy
- 2005-05-20 – 1st Shashinshū "Berryz Kobo" (jap. 1st写真集「Berryz工房」)
- 2005-08-02 – "Seasonz" (jap. 「Seasonz」)
- 2005-08-25 – "Marugoto" – Berryz Kobo First Live Photobook (jap. 「まるごと」)
- 2005-12-02 – "Switch On" – Berryz Kobo Live Photobook (jap. 「スイッチON」)
- 2006-07-05 – "Nyoki Nyoki Champion" – Berryz Kobo Live Photobook (jap. 「にょきにょきチャンピオン」)

## DVD
| Tytuł | Data wydania         |
| --- | -------------------- |
| 2004 Natsu First Concert Tour ~W Standby! Double You & Berryz Kobo! (jap. 2004夏 ファーストコンサートツアー～Wスタンバイ!ダブルユー&ベリーズ工房!)                                 | 17 listopada 2004    |
| Berryz Kobo Singles V Collection 1 (jap. Berryz工房 シングルVクリップス 1) | 15 grudnia 2004      |
| 2005 Shoka Hatsutandoku ~Marugoto~ (jap. ライブツアー2005 初夏 初単独～まるごと～)                                                                                                 | 22 września 2005     |
| 2005nen Natsu W & Berryz Kobo Concert Tour "High Score!" (jap. コンサートツアー「HIGH SCORE!」)                                                                                    | 9 listopada 2005     |
| Berryz Kobo Live Tour 2005 Aki ~Switch On!~ (jap. ライブツアー 2005秋 ～スイッチ ON!～)                                                                                            | 28 grudnia 2005      |
| Berryz Kobo Single Clips 2 (jap. Berryz工房シングルVクリップス²) | 22 lutego 2006       |
| Berryz Kobo Concert Tour 2006 Haru ~Nyoki Nyoki Champion~ (jap. コンサートツアー2006春～にょきにょきチャンピオン！～)                                                              | 19 lipca 2006        |
| Berryz Kobo Summer Concert 2006 『Natsu natsu – Anata wo Suki ninaru Sangensoku』 (jap. サマーコンサートツアー2006『夏夏!~あなたを好きになる三原則~』)                             | 25 października 2006 |
| Theater -Edo kara Chakushin!? ~Timeslip to Kengai~ (jap. 江戸から着信!?～タイムスリップto圏外!～)                                                                                  | 17 stycznia 2007     |
| Berryz Concert Tour 2007 Cherry Trees in Full Bloom Berryz Kobo Live – This is a Once in a Lifetime Event! (jap. 2007 桜満開 Berryz工房ライブ～この感動は二度とない瞬間である！～) | 27 czerwca 2007      |

## Występy

### Koncerty
2004
- 2004 Natsu First Concert Tour ~W Standby! Double U & Berryz Kōbō! (2004夏ファーストコンサートツアー～Wスタンバイ!ダブルユー＆ベリ－ズ工房!～) – 2004.11.17

2005
- Berryz Kōbō Live Tour 2005 Shoka Hatsu Tandoku ~Marugoto~ (Berryz工房ライブツアー2005初夏 初単独 ～まるごと～) – 2005.09.22
- 2005 Natsu W & Berryz Kōbō Natsu Concert Tour "High Score!" (2005年夏 W&Berryz工房コンサートツアー「HIGH SCORE!」) – 2005.11.09
- Berryz Kōbō Concert Tour 2005 Aki ~Switch On!~ (Berryz工房コンサートツアー2005秋 ～スイッチ ON!～) – 2005.12.28

2006
- Berryz Kōbō Concert Tour 2006 Haru ~Nyoki Nyoki Champion!~ (Berryz工房コンサートツアー2006春 ～にょきにょきチャンピオン!～) – 2006.07.19
- Berryz Kōbō Summer Concert Tour 2006 "Natsu Natsu! – Anata wo Suki ni Naru San Gensoku~" (Berryz工房サマーコンサートツアー2006『夏夏! ～あなたを好きになる三原則～』) – 2006.10.25

2007
- 2007 Sakura Mankai Berryz Kōbō Live ~Kono Kandou wa Nido to Nai Shunkan de Aru~ (2007 桜満開 Berryz工房ライブ～この感動は二度とない瞬間である!～) – 2007.06.27
- Berryz Kōbō Concert Tour 2007 Natsu ~Welcome! Berryz Kyuuden~ (Berryz工房コンサートツアー2007夏 ～ウェルカム! Berryz宮殿～) – 2007.10.31

2008
- Berryz Kōbō & °C-ute Berryz工房&℃-ute Nakayoshi Battle Concert Tour 2008 Haru ~Berryz Kamen vs Cutie Ranger~ (仲良しバトルコンサートツアー2008春～Berryz仮面 vs キューティーレンジャー～) – 2008.07.16
- Berryz Kōbō Concert Tour 2008 Aki ~Berikore!~ (Berryz工房コンサートツアー2008秋~ベリコレ!~) – 2008.12.17

2009
- Berryz Kōbō Concert Tour 2009 Haru ~Sono Subete no Ai ni~ (Berryz工房コンサートツアー2009春　～そのすべての愛に～)
- Berryz Kōbō Concert Tour 2009 Aki ~Medachitai!!~ (Berryz工房コンサートツアー2009秋　～目立ちたいっ！！～)

### TV
- Yoroshiku! Senpai (よろしく！センパイ) – od 2004.01.05 do 04.02, TV Tokyo
- Daijuugohachikai NHK Kouhaku Utagassen (第58回NHK紅白歌合戦) – 2007.12.31, NHK
- Berikyuu! (ベリキュウ！) – od 2008.03.31 do 10.03, TV Tokyo
- Yorosen (よろせん) – od 2008.10.06 do 2009.03.27, TV Tokyo
- Nounai Este IQ Sapuri (脳内エステ IQサプリ) – od października 2008 do grudnia, Fuji TV

### Radio
- Berryz Kōbō Kiritsu! Rei! Chakuseki! (Berryz工房 起立! 礼! 着席!) – od 2004.03.30 do 2009.03.31, Bunka Hōsō
- TBC FUN Fiirudo Mooretsu Moodasshu (TBC FUNふぃーるど・モーレツモーダッシュ) – od 2005.08.15 do 08.19, Touhoku Housou
- Hello Pro Yanen! (ハロプロやねん!) – od 2004 do września 2008, ABC Radio
- Berryz Kōbō Tsugunaga Momoko no Pri Pri Princess (Berryz工房　嗣永桃子のぷりぷりプリンセス) – 2009.04.07, Bunka Housou
- Berryz Kōbō Beritsuu! (Berryz工房 べりつぅ!) – od 2009.04.10, Podcast QR

### Internet
- Daihachikai Hello Pro Video Chat (第8回ハロプロビデオチャット) – 2005.05.02, Hello! Project on Flet's (Saki Shimizu, Momoko Tsugunaga, Miyabi Natsuyaki)
- Daijuunikai Hello Pro Video Chat (第12回ハロプロビデオチャット) – 2005.06.03, Hello! Project on Flet's (Chinami Tokunaga, Risako Sugaya)
- Dainijuuichikai Hello Pro Video Chat (第21回ハロプロビデオチャット) – 2005.08.11, Hello! Project on Flet's (Maasa Sudou, Maiha Ishimura, Yurina Kumai)